# Granastyochus intricatus
Granastyochus intricatus là một loài bọ cánh cứng trong họ Cerambycidae.